# Eurico Gaspar Dutra
Eurico Gaspar Dutra (Cuiabá, 18 maggio 1883 – Rio de Janeiro, 11 giugno 1974) è stato un generale e politico brasiliano.
Fu presidente del Brasile dal 31 gennaio 1946 al 31 gennaio 1951.

## Biografia
Generale dell'esercito brasiliano, e ammiratore dei regimi totalitari europei, sostenne Getúlio Vargas nel golpe del 1930, e fu ministro della Guerra dal 1936 al 1945. Partecipò alla cospirazione che depose Vargas e fu regolarmente eletto presidente della repubblica dal 1946 al 1951 come candidato del Partido Social Democrático (PSD), coalizzato al Partido Trabalhista Brasileiro (PTB).
Nel 1946 l'Assemblea Costituente promulgò la Costituzione della IV Repubblica (1946-1967), più liberale di quella del 1937: il presidente, dotato di ampi poteri, con mandato quinquennale, gli Stati ampiamente autonomi (con governatori e assemblee propri) e il Congresso Nazionale bicamerale ed elettivo (deputati ogni quattro anni, i senatori, tre per ogni Stato, duravano in carica otto anni).
Seguì una linea di eccessiva obbedienza agli USA («Ciò che va bene agli Stati Uniti va bene anche al Brasile»), attuando una politica economica di non intervento statale, congelamento dei salari e libertà di accesso agli investimenti stranieri. Visto l'insuccesso di questa politica, varò un piano quinquennale di sviluppo chiamato SALTE (salute, alimentazione, trasporti, energia), senza riuscire a migliorare la situazione economica del Paese. Nel 1947 mise al bando il Partito comunista, e l'anno dopo cacciò i suoi parlamentari dal Congresso. Incrementò una politica intramericana, migliorando i rapporti con Argentina e Cile, e realizzò un trattato commerciale con il Regno Unito.
Alle elezioni presidenziali del 1950 sostenne contro Vargas il candidato socialdemocratico, poi sconfitto; ciononostante nel 1952 fu promosso da Vargas al grado di maresciallo.

## Vita privata
Nel 1914 sposò Carmela Telles Leite (1884-1947), con la quale ebbe due figli: Emilia, nata il 15 gennaio 1915, e Antônio João, nato il primo marzo 1921.